# 图们北站
图们北站（中国朝鲜语：／ Domunbungnyŏk */?）是长珲城际铁路上的一座火车站，位于中华人民共和国吉林省延边朝鲜族自治州图们市月晴镇曲水村，原名曲水站，自2015年8月20日起，站名改为图们北站。目前该站每天有长珲城际线、图佳线列车在该站停靠。2020年7月，由于图们站暂停客运业务，本站开始承接原有图们站始发终到的普速列车。

## 車站設計

### 站场
| 站房     | 售票处、候车室、出站口              |
| 侧式站台 |                                     |
| 1站台    | 长珲客运专线 往珲春方向（珲春站）   |
| 通过线   | 长珲客运专线 下行列车通过线         |
| 通过线   | 长珲客运专线 上行列车通过线         |
| 2站台    | 长珲客运专线 往长春方向（延吉西站） |
| 岛式站台 |                                     |
| 3站台    | 长珲客运专线 往长春方向（延吉西站） |
| 4站台    | 长图铁路 列车                       |
| 岛式站台 |                                     |
| 5站台    | 长图铁路 列车                       |
| 站场     | 长图铁路 列车                       |